# 佩吉·陸
佩吉·陸是一名美國女演員和藥劑師，因在索尼影業蜘蛛人宇宙電影《猛毒》（2018年）、《猛毒2：血蜘蛛》（2021年）、《猛毒最終章：最後一舞》（2024年），宣傳網路劇《Chen's Market》（2021年），以及蜘蛛宇宙系列電影《蜘蛛俠：飛躍蜘蛛宇宙》（2023年）中飾演雜貨店老闆娘和猛毒宿主陳太太（Mrs. Chen）而知名。
佩吉·陸出生於紐約市，是一對定居美國的臺灣移民夫婦的女兒。在追求她的表演夢想之前，佩吉·陸聽從父母的建議接受高等教育。她在科羅拉多大學丹佛分校獲得藥學博士學位。畢業後，她搬回紐約，在那裡開始她的職業表演生涯，同時還擔任藥劑師。她的第一部電影是《Now Chinatown》，佩吉·陸在其中飾演江阿姨。佩吉·陸還以客串身份出現在許多電影和電視劇中，包括《虎鶴雙形》、《海军罪案调查处：洛杉矶》、《野獸家族》、《可能還愛你》等。
她目前居住在紐約。她能說流利的普通話和英語。

## 影視作品
| 年份 | 標題                       | 角色          | 備註                   |
| ---- | -------------------------- | ------------- | ---------------------- |
| 2000 | 《Now Chinatown》          | Aunt Jiang    |                        |
| 2002 | 《虎鶴雙形》               | Mother Chen   | [ 7 ]                  |
| 2011 | 《Qwerty》                 | Rudy's Mother |                        |
| 2018 | 《猛毒》                   | 陳太太        | [ 1 ]                  |
| 2019 | 《可能還愛你》             | Mrs. Tran     | [ 5 ] [ 9 ]            |
| 2020 | 《亲爱的快逃》             | Mrs. Chen     | 記名為「Korean Woman」 |
| 2021 | 《海军罪案调查处：洛杉矶》 | Mrs. Nin      | [ 8 ]                  |
| 2021 | 《猛毒2：血蜘蛛》          | 陳太太        | [ 2 ]                  |
| 2021 | 《Chen's Market》          | 陳太太        | 宣傳網路劇             |
| 2023 | 《蜘蛛俠：飛躍蜘蛛宇宙》   | 陳太太        | 真人客串               |
| 2024 | 《猛毒最終章：最後一舞》   | 陳太太        | [ 4 ]                  |

## 外部連結
- 佩吉·陸在互联网电影资料库（IMDb）上的資料（英文）